# Sywoc
SYWoC es el acrónimo por el que se conoce a la Student Yachting World Cup (Copa del Mundo de Vela para Estudiantes en español). Es una competición de vela compuesta por una serie de regatas que se disputan a lo largo de una semana entre equipos universitarios de vela de todo el mundo. Está organizada por la École polytechnique francesa. 

## Historia
La Student Yachting World Cup se denominó primeramente Course de l'Europe (en francés) y se disputa anualmente desde 1979.

### SYWoC 2008
La edición de 2008 tuvo lugar desde el 25 de octubre hasta el 1 de noviembre de 2008 en la ciudad francesa de Trinité-sur-Mer. Reunió a 11 tripulaciones y recibió la ayuda de la Sociedad Náutica de Trinité-sur-Mer para su organización. La embarcación que representaba al Instituto de Tecnología de Cork (Irlanda) se alzó con la victoria. Segunda fue la embarcación representante del Centro Universitario Sportivo Milano (Universidad de Milán) (Italia) y tercera la representante de la Escuela Politécnica Federal de Lausana (Suiza).

### SYWoC 2009
La edición de 2009 contó con la participación de 12 embarcaciones. Se celebó en Marsella y la victoria final fue para la embarcación italiana de la Universidad de Milán. Segunda fue la embarcación checa y tercera una de las dos francesas, la procedente de Nantes.

### SYWoC 2010
La edición de 2010 se celebró en La Rochelle (Francia) entre el 23 y el 30 de octubre y ganó el equipo de la Southampton Solent University. La clasificación general fue la siguiente:1.Southampton Solent University (GBR), 2.École Polytechnique Fédérale de Lausanne (SUI), 3.Universidade Tecnica de Lisboa (POR), 4.CUS Brescia (ITA), 5.California Maritime Academy (USA), 6.Queen’s University (CAN), 7.BI Business School (NOR), 8.Limerick University (IRL), 9.CUS Milano (ITA), 10.Léovoile (FRA), 11.University of Strathclyde (GBR), 12.Nihon University (JPN), 13.Aachen University (DEU), 14.École Polytechnique (FRA).

## Palmarés
| Año  | País ganador   | Universidad                                          |
| ---- | -------------- | ---------------------------------------------------- |
| 1980 | Italia         | Universidad de Bolonia                               |
| 1981 | Suiza          | Escuela Politécnica Federal de Lausana               |
| 1982 | Suiza          | Escuela Politécnica Federal de Lausana               |
| 1983 | Finlandia      | Universidad Politécnica de Helsinki                  |
| 1984 | Suecia         | Universidad Tecnológica Real                         |
| 1985 | Suiza          | Escuela Politécnica Federal de Lausana               |
| 1986 | Reino Unido    | Universidad Aston                                    |
| 1987 | Reino Unido    | Universidad Aston                                    |
| 1988 | Francia        | École polytechnique                                  |
| 1989 | Suecia         | Universidad Tecnológica de Lund                      |
| 1990 | Estados Unidos | Universidad de Rhode Island                          |
| 1991 | Noruega        | Universidad Noruega de Ciencia y Tecnología          |
| 1992 | Dinamarca      | Universidad Tecnológica de Dinamarca                 |
| 1993 | Reino Unido    | Universidad de Portsmouth                            |
| 1994 | Finlandia      | Universidad Åbo Akademi                              |
| 1995 | Suiza          | Escuela Politécnica Federal de Lausana               |
| 1996 | Francia        | INSA Lyon                                            |
| 1997 | Francia        | INSA Lyon                                            |
| 1998 | Francia        | Institute of Engineering Science, Montpellier        |
| 1999 | Dinamarca      | Universidad Tecnológica de Dinamarca                 |
| 2000 | Reino Unido    | Universidad de Strathclyde                           |
| 2001 | Países Bajos   | Universidad Técnica de Delft                         |
| 2002 | Países Bajos   | Universidad Técnica de Delft                         |
| 2003 | Reino Unido    | Universidad de Strathclyde                           |
| 2004 | Reino Unido    | Universidad de Southampton                           |
| 2005 | No se celebró  | No se celebró                                        |
| 2006 | Irlanda        | Trinity College (Dublín)                             |
| 2007 | Suiza          | Escuela Politécnica Federal de Lausana               |
| 2008 | Irlanda        | Instituto de Tecnología de Cork                      |
| 2009 | Italia         | Centro Universitario Sportivo (Universidad de Milán) |
| 2010 | Reino Unido    | Southampton Solent University                        |
| 2011 | Francia        | Euromed Management                                   |